# Pablo Echavarría
Pablo Gastón Echavarría (Punta Alta, 7 de marzo de 1982) es un árbitro de fútbol argentino, que dirige en la máxima categoría de su país desde 2017. Desde 2022, es árbitro internacional representando a la Argentina.

## Carrera
Debutó en la máxima categoría del fútbol argentino en el partido entre Atlético Tucumán y San Martín (SJ) en la vigesimoséptima fecha del Campeonato de Primera División 2016-17. A pesar de no ser nacido en Córdoba, representa a la Liga de Bell Ville ya que reside en la provincia desde su adolescencia.

## Estadísticas
| Competición                                 | Organizador | Años    | PD  | Amonestado | Prom. | Expulsado | Prom. |
| ------------------------------------------- | ----------- | ------- | --- | ---------- | ----- | --------- | ----- |
| Primera División de Argentina               | AFA         | 2017–   | 78  | 324        | 4,16  | 19        | 0,24  |
| Copa de la Liga Profesional                 | AFA         | 2019–   | 15  | 59         | 3,93  | 3         | 0,20  |
| Primera B Nacional                          | AFA         | 2016–   | 54  | 261        | 4,83  | 14        | 0,26  |
| Copa Argentina                              | AFA         | 2017–   | 18  | 69         | 3,83  | 6         | 0,33  |
| Totales                                     | Totales     | Totales | 168 | 713        | 4,24  | 42        | 0,25  |
| Datos actualizados al 22 de febrero de 2022 |             |         |     |            |       |           |       |

Fuente: livefutbol.com